# انهيار فندق شينجيا إكسبريس

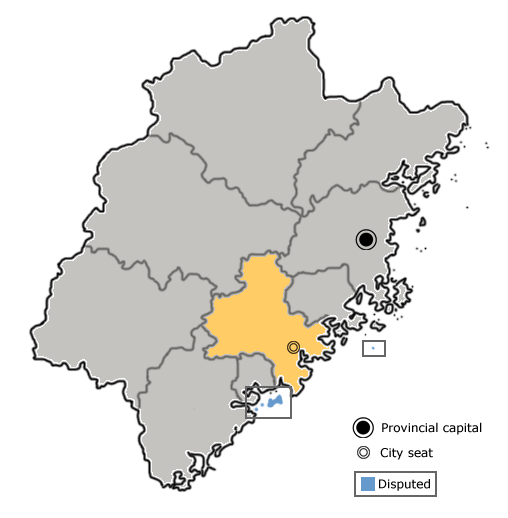
موقع مقاطعة فوجيان الصينية حيث انهار فندق شينجيا الذي استُخدم للحجر الصحي خلال جائحة كوفيد-19

فندق شينجيا اكبرس[بحاجة لمصدر] هو فندق أُستخدم للحجر الصحي لجائحة فيروس كورونا (COVID-19) في منطقة ليشنغ مدينة تشوانتشو، مقاطعة فوجيان، الصين، لكنه انهار في 7 مارس 2020.

## التاريخ
بدأ فندق شينجيا المكون من 6.5 طوابق العمل في حزيران 2018، وكان يحتوي على 80 غرفة في كل من الطوابق من الرابع إلى السابع. خلال تفشي الكورونا (COVID-19)، تم استخدام هذا الفندق للحجر الصحي.

## الانهيار
في الساعة 19:15 يوم 7 مارس 2020، انهار فندق شينجيا فجأة. وقال أحد الشهود إنه سمع دوي انفجار كبير من الزجاج الصلب الخارجي للفندق. ثم شاهد انهيار المبنى بأكمله في غضون بضع ثوان. وذكر موظف في الفندق أن أعمال البناء قد تم إجراؤها على أساس الهياكل.

## الإنقاذ
علق ما يقارب 70 شخص في انهيار الفندق. وبعد الانهيار، أرسلت فرقة إطفاء فوجيان 26 سيارة إطفاء و 147 رجل إطفاء لإنقاذ الضحايا. تم إنقاذ 32 ضحية بحلول الساعة 21:50 من ذلك اليوم. وفي الساعة 22:14، وصلت فرقة إطفاء بوتيان إلى الفندق. تم إنقاذ ما لا يقل عن 47 ضحية بحلول 8 مارس 2020. في 12 مارس 2020، تم إنقاذ جميع الضحايا 71، بما في ذلك 29 جثة.

## التحقيقات
بدأت الشرطة في التحقيق بشأن السيد يانغ، مالك الفندق.
وفي 10 مارس 2020، صرح  شانغ يونغ، نائب وزير إدارة الطوارئ في جمهورية الصين الشعبية، أن هذا الحادث يتعلق بمسؤولية السلامة في البناء، وذكر أيضا أنه سيتم التحقيق في الحادث بالكامل وسيتم متابعة المسؤوليات القانونية.
وفي 12 مارس 2020، أعلن مجلس الدولة لجمهورية الصين الشعبية عن إنشاء فريق للتحقيق في الانهيار، وعين فو جيان هوا رئيسا للفريق.